# 浜美枝
浜 美枝（、1943年〈昭和18年〉11月20日 - ）は、日本の女優。東京都出身。神奈川県在住。本名、金子三枝子。夫はプロデューサーの金子満。

## 来歴

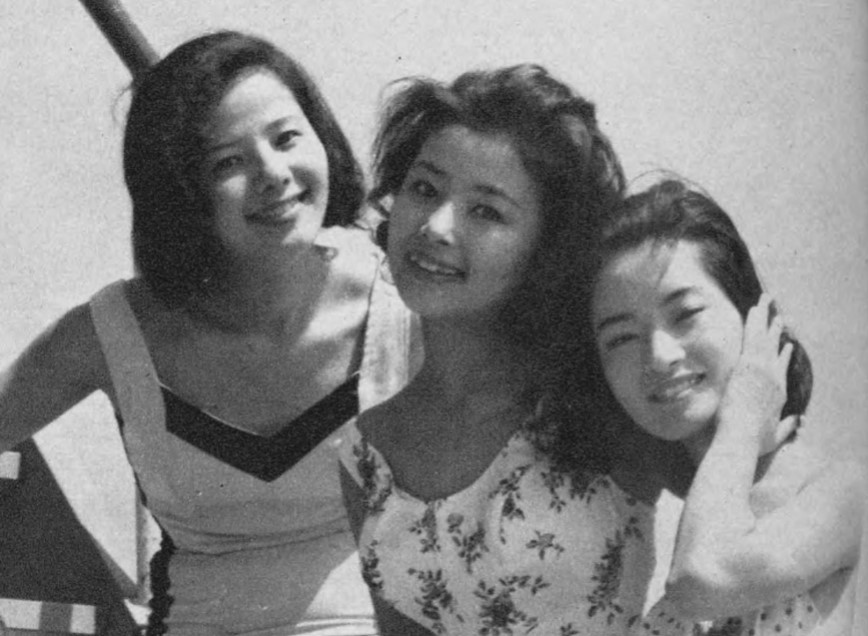
左から、浜美枝、星由里子、田村まゆみ。1960年撮影。

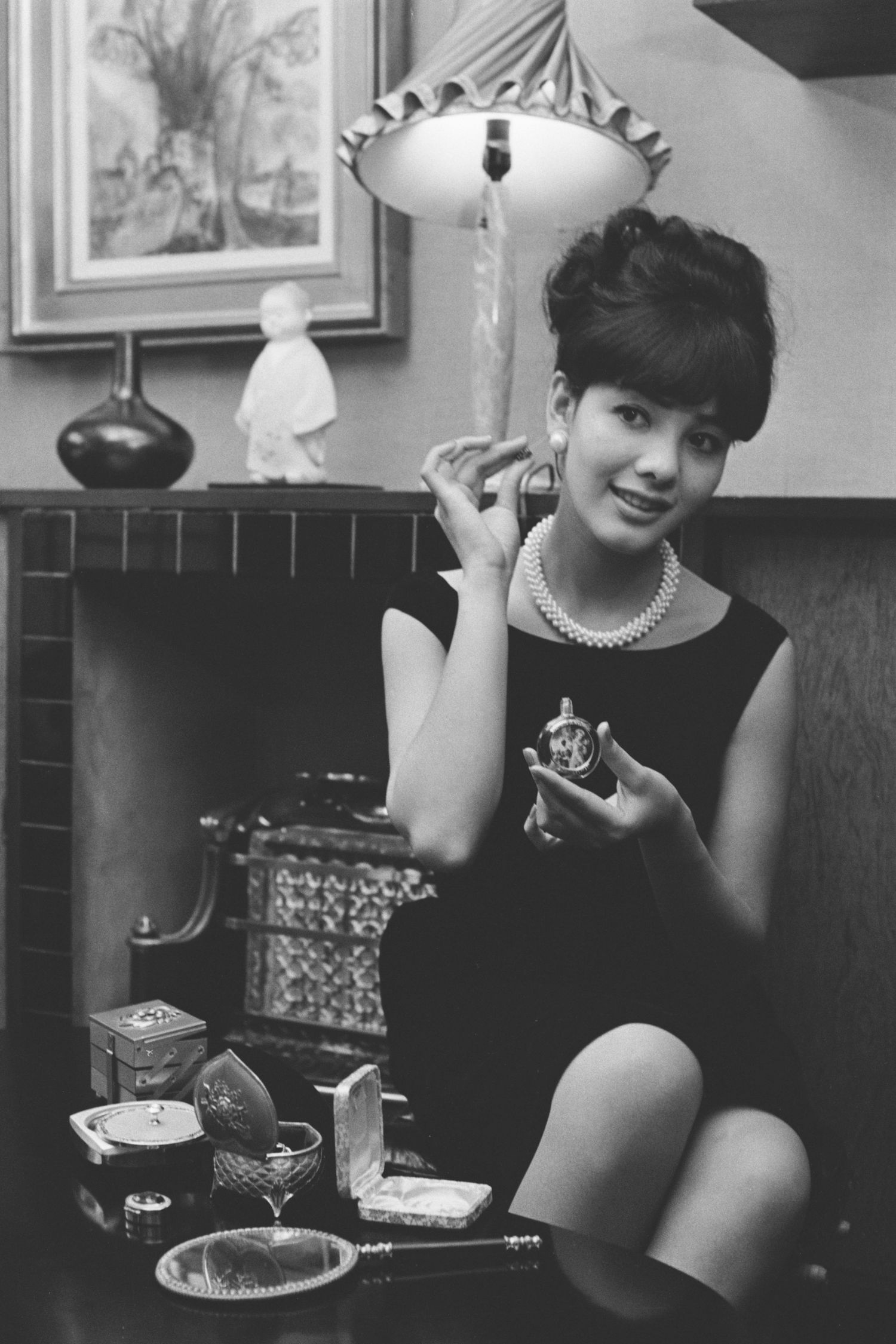
1962年

中学卒業後、東京急行電鉄（東急）自動車部（現在の東急バス）に入社し、路線バスの車掌として勤務。1959年、東宝映画『侍とお姉ちゃん』のコンテストに応募したのがきっかけで東宝に入社する。
1960年、16歳の時に映画『若い素肌』で女優デビュー。同年には同い年の星由里子、田村奈巳と共に「東宝スリーペット」（命名者は夏木陽介）として大々的に売り出される。
お嬢さんイメージの強い東宝女優の中では活発さが持ち味で、団令子の後継者的なポジションに位置する。『クレージー映画』の常連マドンナとしても知られ、主に植木等の相手役を務めた。コケティッシュな日本人離れした役柄を得意とし、女スパイや殺し屋などはおろか、さらには国際謀略団の女帝までチャーミングに演じた。
フランス制作のオムニバス映画『世界詐欺物語』の「日本編」（監督：堀川弘通）に出演。ウーゴ・グレゴレッティ、クロード・シャブロル、ロマン・ポランスキー、ジャン＝リュック・ゴダール、堀川ら監督5人による『世界詐欺物語』は1964年5月上旬にパリのプレミアショーで上映され、浜はその挨拶のために渡仏した。日本編を見たゴダールは、ロケハンのためにヨーロッパを訪れていた東宝の藤本真澄に対し、浜を次回作に使いたいと申し出た。浜は藤本とともに同月のカンヌ国際映画祭に出席し、カンヌでゴダールと会った。結局、浜の出演は実現せず、同年6月から撮影が開始された『恋人のいる時間』の主役はマーシャ・メリルが演じた。『世界詐欺物語』は、日本ではゴダールの監督部分を除いて同年10月に公開された（ゴダールの監督部分は、『立派な詐欺師』の題名で短編映画として1966年に単独公開された）。
1966年4月28日、ゴダールが初来日。滞在期間中のゴダールに浜は2回会い、5月6日は成城の自宅でパーティーを開いた。
1967年公開の007シリーズ『007は二度死ぬ』（共演：ショーン・コネリー、丹波哲郎）ではボンドガール役を演じ、国際的名声を得る。この配役は『キングコング対ゴジラ』を観て浜を知ったスタッフからの若林映子と併せての指名だったという。この配役からハーフと思われることも多いが、本人は純粋な日本人である。
東宝が専属契約制を打ち切った1970年に退社。以後はテレビでの女優業のかたわら、『小川宏ショー』（フジテレビ）、『八木治郎ショー・いい朝8時』（毎日放送）、『日曜美術館』（NHK教育）などのテレビ番組の司会や、『脱線問答』（NHK総合）にレギュラー出演するなどで活躍。そのほか、ラジオ番組では『浜美枝のいい人みつけた』（朝日放送、TBSラジオほか）、『浜美枝のあなたに逢いたい』（文化放送）、『ニューモラルツーユー今日もありがとう』（ニッポン放送）のパーソナリティを務めた。
ライオンの洗濯用洗剤「トップ」のイメージキャラクターを長年務めたことでも広く知られるほか、1979年から1982年にかけて東京ガスのテレビCM・ポスター・カタログ・新聞広告にイメージキャラクターとして登場していた。
1990年代初頭に女優業は実質引退した。浜本人は、女優人生は本意でなく、世界各国を見聞して環境などをテーマにするコメンテーターになりたかったという。映像民俗学者の姫田忠義に師事し、女優引退後は環境・農・食問題について研究するライフコーディネーターとしても活躍しているほか、エッセイ集も数十冊出している。
その後、ラジオ番組『浜美枝のいつかあなたと』（文化放送）のパーソナリティを務めているほか、国土庁・農林水産省食アメニティを考える会会長をはじめ、農政ジャーナリストとして各種委員会のメンバーを務めている。2010年には、近畿大学が新設した「総合社会学部」の客員教授に就いた。

## 人物
- 柳家小三治の大ファン。前売券を買うために自ら行列に並び、電話もかける[18]。
- 『007』や『キングコング対ゴジラ』で共演した若林映子とはプライベートでも仲が良く、食事を共にすることも多かったほか、若林が浜の家に泊まることもあったという[19]。
- 『キングコング対ゴジラ』で共演した佐原健二は、浜について「バーンとぶつかってくる方」と評しており、感情的な演技で勢いよく来るため、佐原はただ受け止めるだけになり、リードされている感覚であったと述懐している[20]。
- 東宝で助監督を務めた谷清次は、浜はプールで水着になるシーンの撮影を嫌がっていたこともあったと証言している[21]。

## 主な出演

### 映画
- 若い素肌（1960年）

『キングコング対ゴジラ』（1962年）

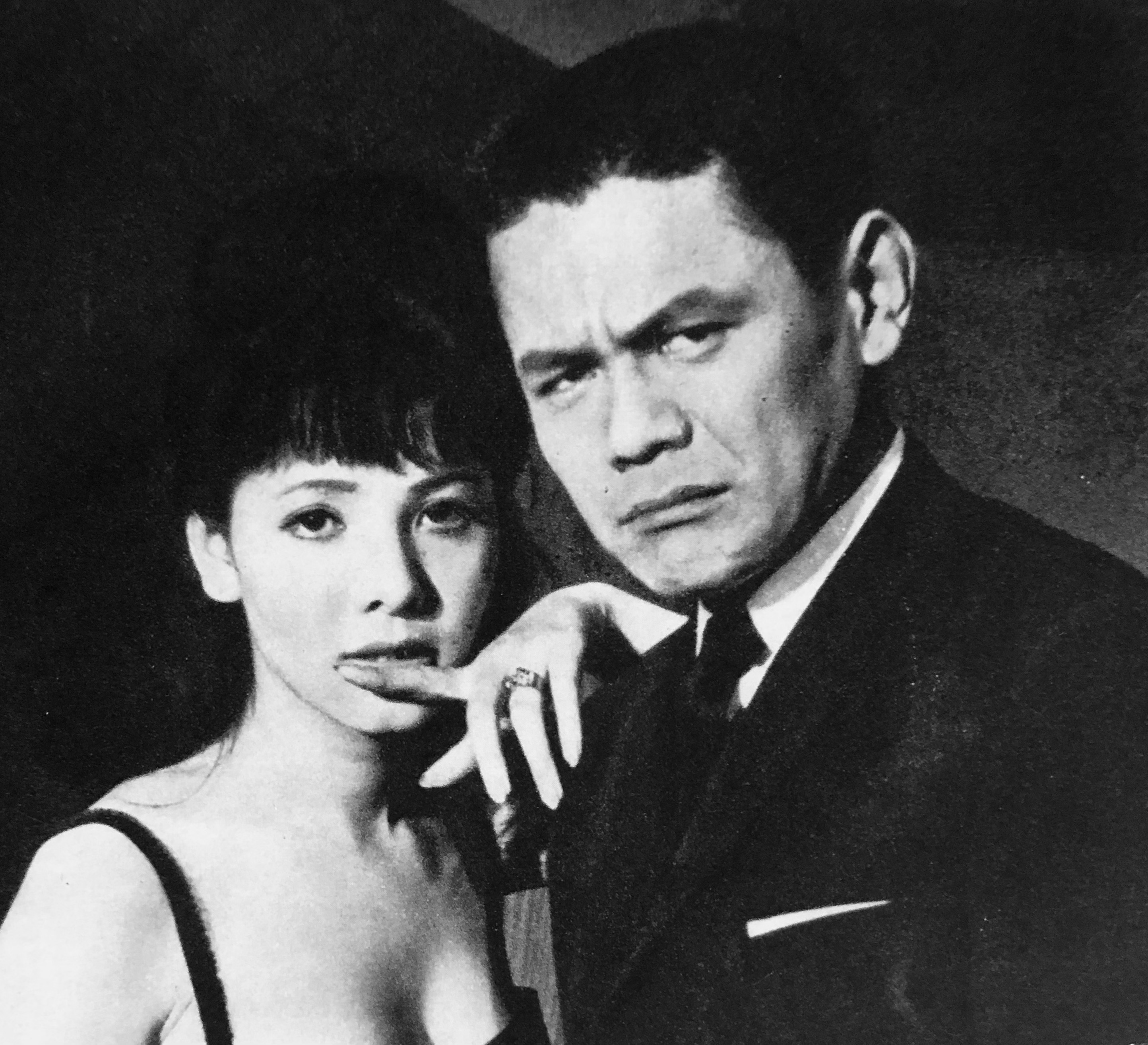
『暗黒街全滅作戦』（1965年）

- 新・三等重役 亭主教育の巻（1960年） - 藤沢洋子
- 暗黒街の弾痕（1961年）
- 福の神 サザエさん一家（1961年）
- 社長道中記（1961年）
- B・G物語 二十才の設計（1961年）
- ゲンと不動明王（1961年）
- キングコング対ゴジラ（1962年） - 桜井ふみ子[出典 4]
- 忠臣蔵 花の巻・雪の巻（1962年）
- にっぽん実話時代（1963年）
- 五十万人の遺産（1963年）
- 若い仲間たち うちら祇園の舞妓はん（1963年）
- 日本一シリーズ
  - 日本一の色男（1963年）
  - 日本一のホラ吹き男（1964年）
  - 日本一のゴマすり男（1965年）
  - 日本一のゴリガン男 (1966年)
  - 日本一の裏切り男（1968年）
  - 日本一のワルノリ男（1970年）
- 青島要塞爆撃命令（1963年） - 揚白麗[3]
- クレージー作戦シリーズ
  - クレージー作戦 くたばれ!無責任（1963年）
  - 無責任遊侠伝（1964年）
  - クレージー黄金作戦（1967年）
  - クレージーの怪盗ジバコ（1967年）
  - クレージーメキシコ大作戦（1968年）
- 大盗賊（1963年） - 弥々姫[3]
- 乱れる（1964年）
- 世界詐欺物語 日本篇（1964年）
- 君も出世ができる（1964年）
- クレージー映画（時代劇）
  - ホラ吹き太閤記（1964年）
  - クレージーの無責任清水港（1966年）
- 西の王将東の大将（1964年）
  - 続西の王将・東の大将（1965年）
- 万事お金（1964年）
- 国際秘密警察シリーズ
  - 国際秘密警察 鍵の鍵（1965年）
  - どうしたの、タイガー・リリー？（日本未公開作品）（1966年）
- 100発100中（1965年）
- 暗黒街全滅作戦（1965年）
- 奇巌城の冒険 (1966年) - クレーヤー[3]
- じゃじゃ馬ならし (1966年)
- 若い娘がいっぱい (1966年)
- 怒涛一万浬 (1966年)
- てなもんや東海道 (1966年)
- 女は幾万ありとても (1966年)
- 007は二度死ぬ（1967年） - キッシー鈴木（Kissy Suzuki）[注釈 2]
- キングコングの逆襲（1967年） - マダム・ピラニア[出典 5]
- 乱れ雲（1967年）
- 坊っちゃん社員
  - 坊っちゃん社員 青春でつッ走れ!（1967年）
  - 坊っちゃん社員 青春は俺のものだ!（1967年）
- 昭和のいのち（1968年 日活）
- 砂の香り（1969年）
- 嵐の勇者たち（1969年 日活）
- 喜劇 負けてたまるか!（1970年）
- 捨て身のならず者（1970年 東映）
- ひらヒラ社員 夕日くん（1970年）
- 3000キロの罠（1971年)
- がんばれ!若大将（1975年)
- キッチン（1989年）

### テレビドラマ
- 太陽のあいつ（1967年、TBS）
- かけだし天使（1968年、TBS） - 看護婦
- 下町の空（1968年、TBS）
- 立ち入り禁止・恋と恋（1969年、日本テレビ）
- まだ見ぬアナタ（1969年、フジテレビ）
- フルーツシリーズ第6弾 「レモンスカッシュ4対4」 第1話、第3話、第4話、第7話（1969年10月2日 - 11月20日、NET） - 田村みつる
- 火曜日の女シリーズ（日本テレビ）
  - 死と空と（1969年）
  - オパールとサファイア（1971年、東宝）
  - ある朝、突然に…（1972年、東宝）- 野村みわこ
- 霧氷の影（1970年、フジテレビ）
- 人形佐七捕物帳 第13話「ほおづき大尽」（NET / 東宝） - お国
- テレビスター劇場（毎日放送）
  - 産科・歯科
    - （第1シリーズ）（1970年）
    - （第2シリーズ）（1971年）
- 太陽にほえろ!（日本テレビ / 東宝） - 麻薬捜査官・村岡房江
  - 第4話「プールサイドに黒いバラ」（1972年8月11日）[注釈 3]
  - 第61話「別れは白いハンカチで」（1973年9月14日）
  - 第137話「ありがとうテキサス坊や」（1975年2月28日）
  - 第246話「赤ちゃん」（1977年4月8日）
- 新選組 第14話「奈良尼寺の急襲」（1973年、フジテレビ）
- ぶらり信兵衛 道場破り 第22話「ちちんぷいぷい」（1974年3月7日、フジテレビ / 東映） - おしん
- 同心部屋御用帳 江戸の旋風（1975年 - 1976年、フジテレビ） - お葉
- 俺たちの旅 第11話 「男はみんなロマンチストなのです」（1975年、日本テレビ） - 栗山秋子
- 愛のドラマシリーズ「チーちゃん　ごめんね」（1977年04月04日 - 5月30日、東京12ch）- 主演
- 新五捕物帳 第12話 「母ごころ夢の富くじ」（1978年、日本テレビ） - おきわ
- 薔薇海峡 （1978年、TBS）- 川島ゆき子
- 吉宗評判記 暴れん坊将軍 第50話「味一番! 細腕べんとう」（1979年2月3日、テレビ朝日 / 東映） - おみね
- 天山先生本日も多忙（1979年、テレビ朝日）
- 土曜ナナハン学園危機一髪「ちゅうちょの母の物語」（1980年9月6日、フジテレビ）
- 桃太郎侍 第212話 「本家玉川一座と元祖玉川一座」(1980年11月9日、日本テレビ)
- 銭形平次 第808話「平次・初恋の人」（1982年、フジテレビ） - お桂
- 月曜ワイド劇場「妻はなぜ夫を棄てたか」（1985年、テレビ朝日） - 主演
- 火曜サスペンス劇場「チョコレートゲーム」（1986年、日本テレビ） - 主演
- いつも誰かに恋してるッ（1990年、フジテレビ） - 桜井理子の母
- いつか誰かと朝帰りッ（1990年、フジテレビ） - 山ノ内待子
- 水曜グランドロマン「家族の祭り」（1990年8月22日、日本テレビ） - 味藤敦子

### その他のテレビ番組（上記以外）
- 第17回NHK紅白歌合戦（1966年12月31日、NHK総合・ラジオ第1） - 審査員
- 小川宏ショー（フジテレビ、1975年7月 - 1976年12月）
- 八木治郎ショー・いい朝8時（毎日放送、1980年10月4日 - 1983年4月16日）[16][17]
- SHARPワールドクイズ・カンカンガク学（日本テレビ、1984年4月6日 - 1985年6月28日）
- 徳光和夫のトクセンお宝映像!（「007シリーズ」）（BS日テレ）（2012年9月19日）
- 徹子の部屋（テレビ朝日、2021年7月19日）

### ラジオ
- しりとり歌合戦 300回記念ゲスト大会（1961年、ニッポン放送）[22]
- 浜美枝のいい人みつけた（1983年 - 1996年、TBSラジオ、JRN系各局）
- 浜美枝のあなたに逢いたい（1998年 - 2001年、文化放送）
- 浜美枝のいつかあなたと（2001年 - 、文化放送）
- わが人生に乾杯! （2010年1月28日、NHKラジオ第1）

### テレビCM
- ツムラ スメランド、バスピカ
- タケヤ味噌
- ライオン トップ
- ハウス食品　ハウス麦茶・ハウスシチュー・レンジグルメ・ハウスシャンメン醤油味・ハウスのつけ麺・ハウス王風麺・楊貴妃(マダムヤン)
- アピデ
- 東京ガス　ガスFFエアコン、その他のガス器具・ガス機器のテレビCM（1979年 - 1982年）[23]
- サントリーセサミンEX（サントリーウェルネス）
- 日本アジア航空

### DVDコメンタリー
- 『ホラ吹き太閤記』（東宝ビデオ）

## 著書
- 『やまぼうしの花咲いた : 浜美枝の育児エッセイ』文園社、1982年6月1日。NDLJP:12106832。
- 『逢えて、よかった : 浜美枝の手づくり紀行』文化出版局、1983年3月19日。NDLJP:12276524。
- 『浜美枝の「いい人みつけた」』文園社、1984年12月1日。NDLJP:12256665。
- 『浜美枝のマナーはおしゃれに ひとに好かれる魅力の心得』開隆堂出版 1986
- 『花織の記 浜美枝の自分探しエッセイ』文園社 1992
- 『毎日の幸せおかず 娘たちへ』講談社 1994
- 『四季の贈りもの』PHP研究所 1996
- 『「美しい暮らし」を探す旅人』福原義春共著 求龍堂 福原義春サクセスフルエイジング対談 1998
- 『旅のおみやげ 2』TaKaRa酒生活文化研究所 酒文ライブラリー 2000
- 『旅のおみやげ』TaKaRa酒生活文化研究所 酒文ライブラリー 2000
- 『正直な作り手の味』集英社be文庫 2002
- 『浜美枝農と生きる美しさ』家の光協会 2003
- 『私の骨董夜話 人との出会い、ものとの出会い』リヨン社 2005
- 『やさしくて正直な「食の作り手」たち』家の光協会 2006
- 『子どもの「おいしい!」を育てる 大切にしたい親子の食卓』すばる舎 2007
- 『浜美枝凛として、箱根暮らし』主婦の友社 2009
- 『孤独って素敵なこと』講談社, 2016.